# Mémorial de Steilneset

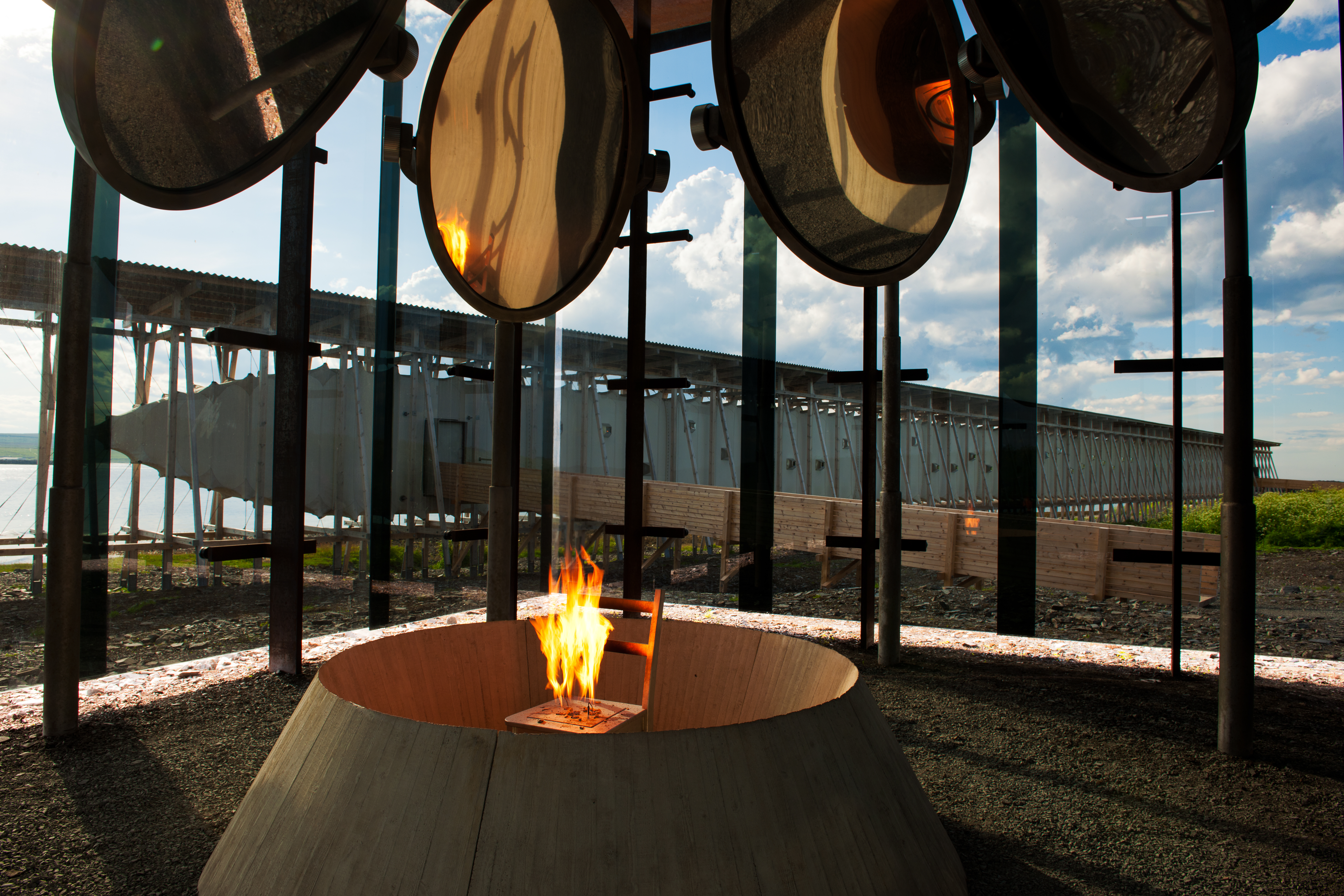
Installation de Louise Bourgeois au Mémorial de Steilneset. Photo de Bjarne Riesto.

Le Mémorial de Steilneset est un monument à Vardø, en Norvège, commémorant le Procès des sorcières de Vardø où 91 personnes ont été exécutées pour  sorcellerie. Le mémorial est conçu par l'artiste Louise Bourgeois et l'architecte Peter Zumthor, et ouvre ses portes en 2011. Il est la dernière œuvre majeure de Louise  Bourgeois.

## Contexte
À partir de 1621, sous le règne de Christian IV, une série de procès de chasse aux sorcières a lieu en Norvège, dont le premier est parmi les plus importants. Plus de 150 de personnes, la plupart d'origine Samis, ont été emprisonnées puis jugées dans la forteresse de Vardøhus pour sorcellerie par une juridiction protestante comprenant des émissaires venus d'Écosse, d'Allemagne et du Danemark, spécialisés dans ce genre de procès et convaincus que « le mal vient du Nord » : le premier procès conduit à l'exécution de 77 femmes et 14 hommes qui finissent brûlés sur le bûcher. Le district nord de Finnmark, dans lequel Vardø se trouve, connaît le taux le plus élevé d'accusations de sorcellerie, de toute la Norvège, et une proportion anormalement élevée d'exécutions découlant des procès. Le nombre de procès culmine entre 1662 et 1663.  Le mémorial est construit 348 ans plus tard.

## Mémorial

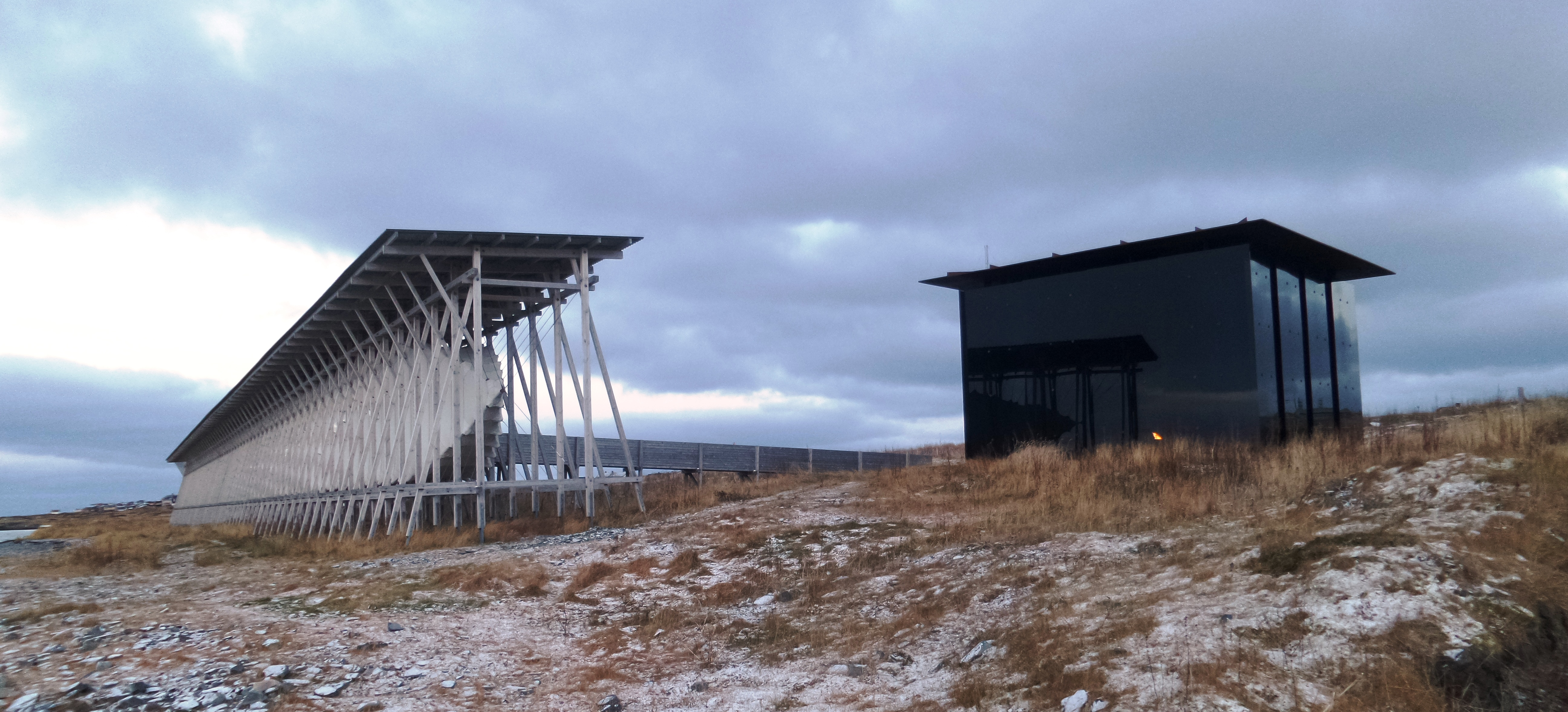
Les deux bâtiments du Mémorial de Steilneset.

Le monument de Steilneset est commandé conjointement par la ville de Vardø, du comté de Finnmark Comté, le musée Varanger, et la Statens vegvesen, et est associé avec le développement des Routes nationales touristiques de Norvège. Des architectes norvégiens ont conçu l'architecture publique associée avec les routes, tels que les avis de surveillance, avec des appels d'offres, mais le mémorial est le résultat d'une commission spécifique.
Une collaboration entre l'artiste franco-américaine Louise Bourgeois et le précédent lauréat du Prix Pritzker, l'architecte suisse Peter Zumthor débute en 2006, et le monument est inauguré par la Reine Sonja de Norvège, le 23 juin 2011. Bourgeois  décède en 2010, et sa contribution au projet, intitulée The Damned, The Possessed and The Beloved est sa dernière grande installation.
Le Mémorial se compose de deux bâtiments distincts : d'une part une structure de 410 pieds de long  en bois de charpente soutenant un cocon de tissu contient l'installation de Zumthor ; et d'autre part une salle carrée en verre fumé avec un toit de 39 pieds de chaque côté, qui contient le travail de Bourgeois. La structure de Zumthor est réalisée à partir de cadres en bois, fabriqués en usine et assemblés pour créer soixante baies dans une longue ligne à l'intérieur de laquelle, suspendue par des haubans, se trouve une membrane enduite de fibre de verre qui se termine à chaque extrémité. À l'intérieur, se trouve une passerelle de bois de 328 pieds de long, mais seulement cinq pieds de large, et le long de l'étroit couloir se trouvent 91 fenêtres placées au hasard représentant les personnes exécutées, chacune accompagnée d'un texte basé sur des sources originales. À travers chaque fenêtre une unique ampoule est visible, évoquant les lampes dans les fenêtres des petites maisons sans rideaux de la région.
Le bâtiment qui abrite l'installation de Bourgeois contraste avec celui de son compagnon. Sa structure carrée est fabriquée à partir d'acier corten et de 17 panneaux de verre teinté, formant des murs qui s'arrêtent au plafond et au plancher. À l'intérieur, Bourgeois a mis une chaise de métal avec des flammes se projetant à travers son siège. Cela se reflète « dans les sept miroirs ovales, placés sur des colonnes métalliques dans un anneau autour du  siège en feu, comme des juges autour d'une condamnée. ». L'écrivaine Donna Wheeler, réfléchissant sur la sculpture de Bourgeois et son feu brûlant dans cette chaise solitaire, observe: «La flamme perpétuelle - ce vieux châtaignier de reflexion et de commémoration - est ici démunie d'une qualité de rédemption, illuminant uniquement sa propre image destructive».
En 2014, le duo d'artistes performeurs français Hantu (Weber + Delsaux), composé de Pascale Weber et Jean Delsaux, a créé dans le situ du Mémorial de Steilneset la performance The Edge of the World (Au bout du monde) dont a été tiré le film qui porte le même titre (2016).